# Sân bay Araguaína
Sân bay Araguaína (IATA: AUX, ICAO: SWGN) là một sân bay ở Araguaína, bang Tocantins ở Brasil.
Đây là cửa ngõ hàng không chính vào vùng phía bắc của bang Tocantins và có lẽ cũng là của vùng phía nam của các bang Para và Maranhao. Hiện sân bay này đang được nâng cấp cả nhà ga và đường băng.

## Các hãng hàng không và các tuyến điểm
- Oceanair (Palmas, Brasilia, Goiania, São Paulo-Guarulhos)
- Total Linhas Aereas (Brasilia, Uberaba, Uberlandia, Belo Horizonte, Carajas, Tucurui, Belem, Altamira, Parintins, Manaus)

### Các hãng hàng không và các điểm đến trước đây
- Varig (Brasilia, Goiania, Sao Luis)
- Rio-Sul/Nordeste (Palmas, Brasilia, Imperatriz, Carajas, Tucurui, Uberaba, Uberlandia, Belo Horizonte, Belem)
- Vasp (Porto Nacional, Brasilia, Goiania, São Paulo-Guarulhos)
- Passaredo (Palmas, Goiania, Ribeirao Preto, Curitiba)
- Penta (Carajas, Tucurui, Belem)
- Sete (Imperatriz, Balsas, Belem)
- Brasil Central (???)
- BRA (Palmas, Brasilia, Goiania, São Paulo-Guarulhos)